# Cleyera lipingensis
Cleyera lipingensis är en tvåhjärtbladig växtart som först beskrevs av Handel-mazzetti, och fick sitt nu gällande namn av Ming. Cleyera lipingensis ingår i släktet Cleyera, och familjen Pentaphylacaceae.

## Underarter
Arten delas in i följande underarter:
- C. l. taipehensis
- C. l. taipinensis